# Ірунья-Ока
Ірунья-Ока, Ірунья-де-Ока (баск. Iruña Oka, ісп. Iruña de Oca, офіційна назва Iruña Oka/Iruña de Oca) — муніципалітет в Іспанії, у складі автономної спільноти Країна Басків, у провінції Алава. Населення — 2887 осіб (2009).
Муніципалітет розташований на відстані близько 280 км на північ від Мадрида, 11 км на захід від Віторії.
На території муніципалітету розташовані такі населені пункти: Монтевіте/Мандаріа, Нанкларес-де-ла-Ока/Ланграйс-Ока (адміністративний центр), Ольяварре/Олабаррі, Треспуентес, Вільйодас.

## Демографія
Динаміка населення (INE ):

## Галерея зображень

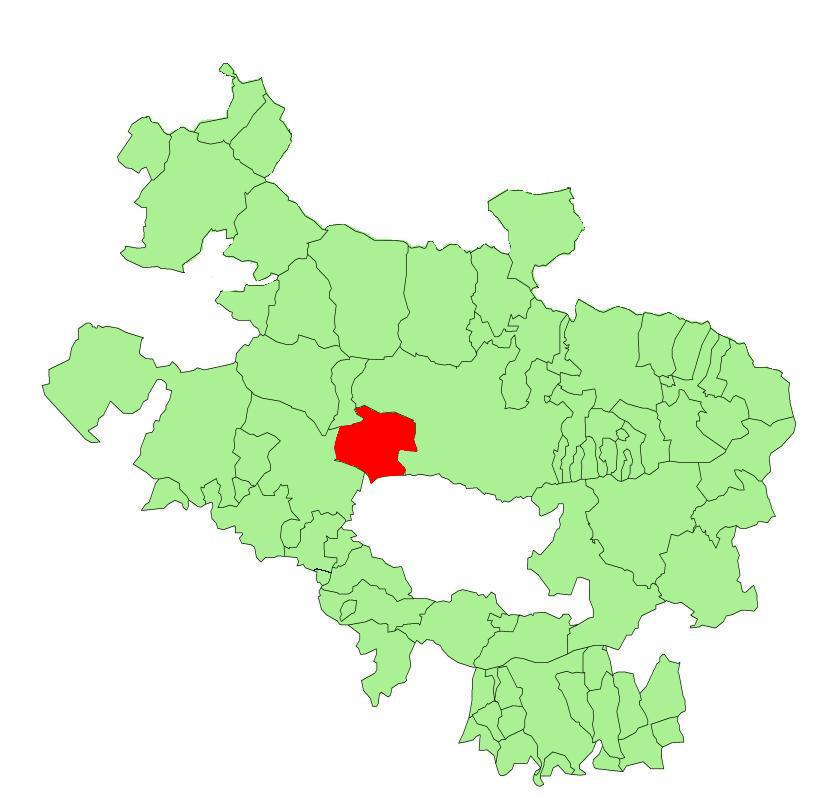
Розташування муніципалітету
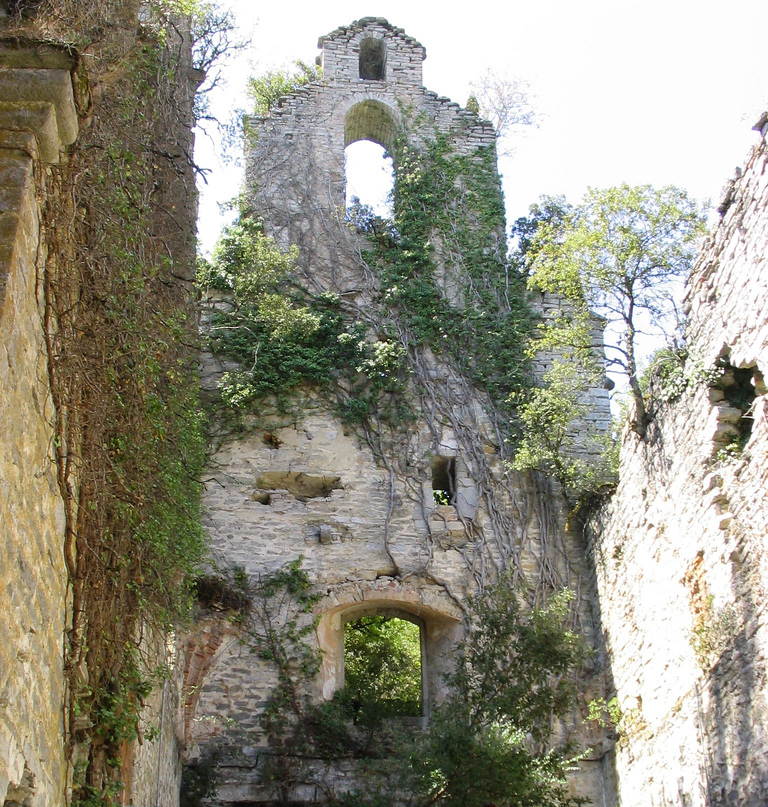
Залишки дзвіниці монастиря Санта-Каталіна, Треспуентес
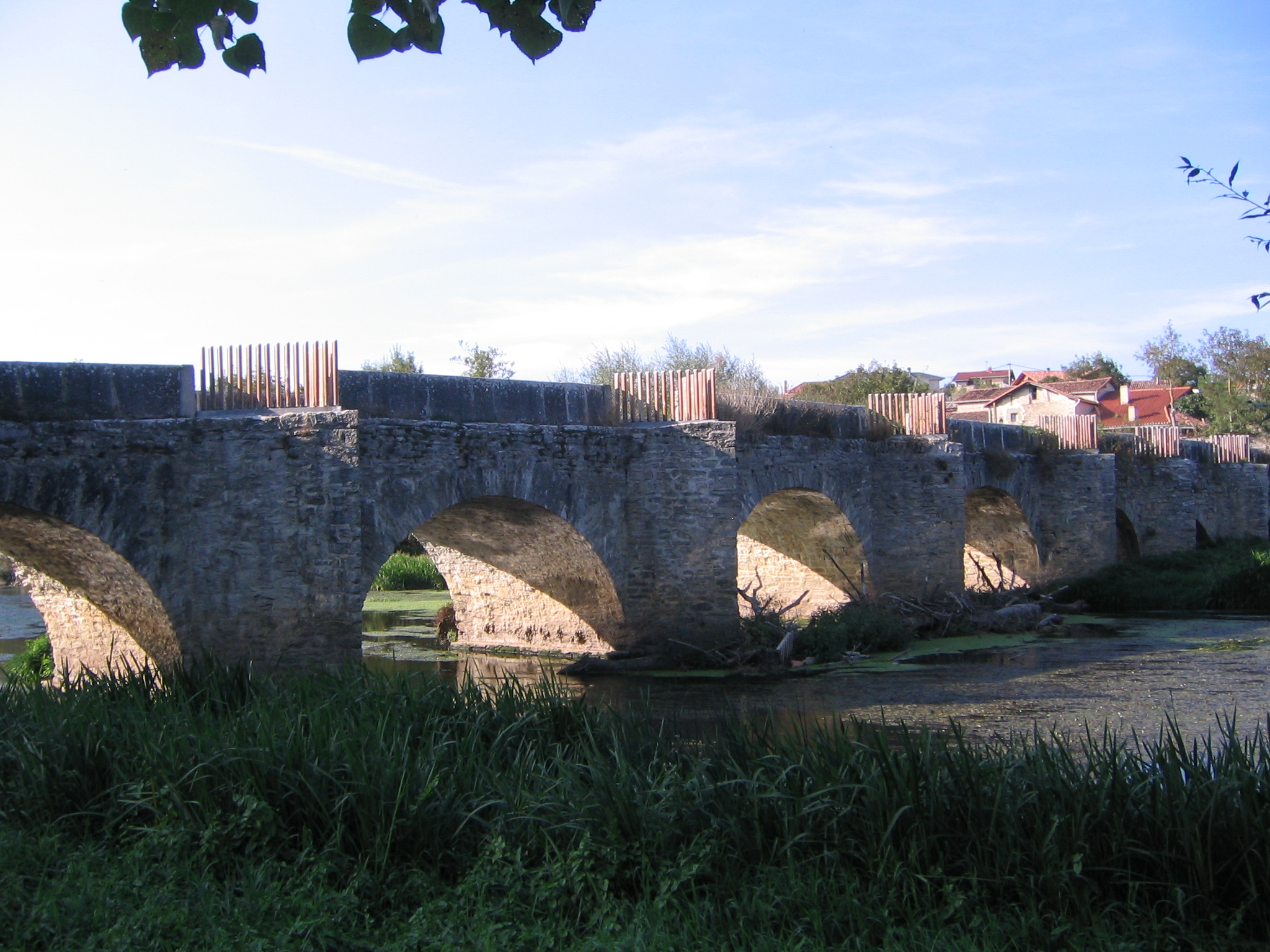
Міст у Треспуентес
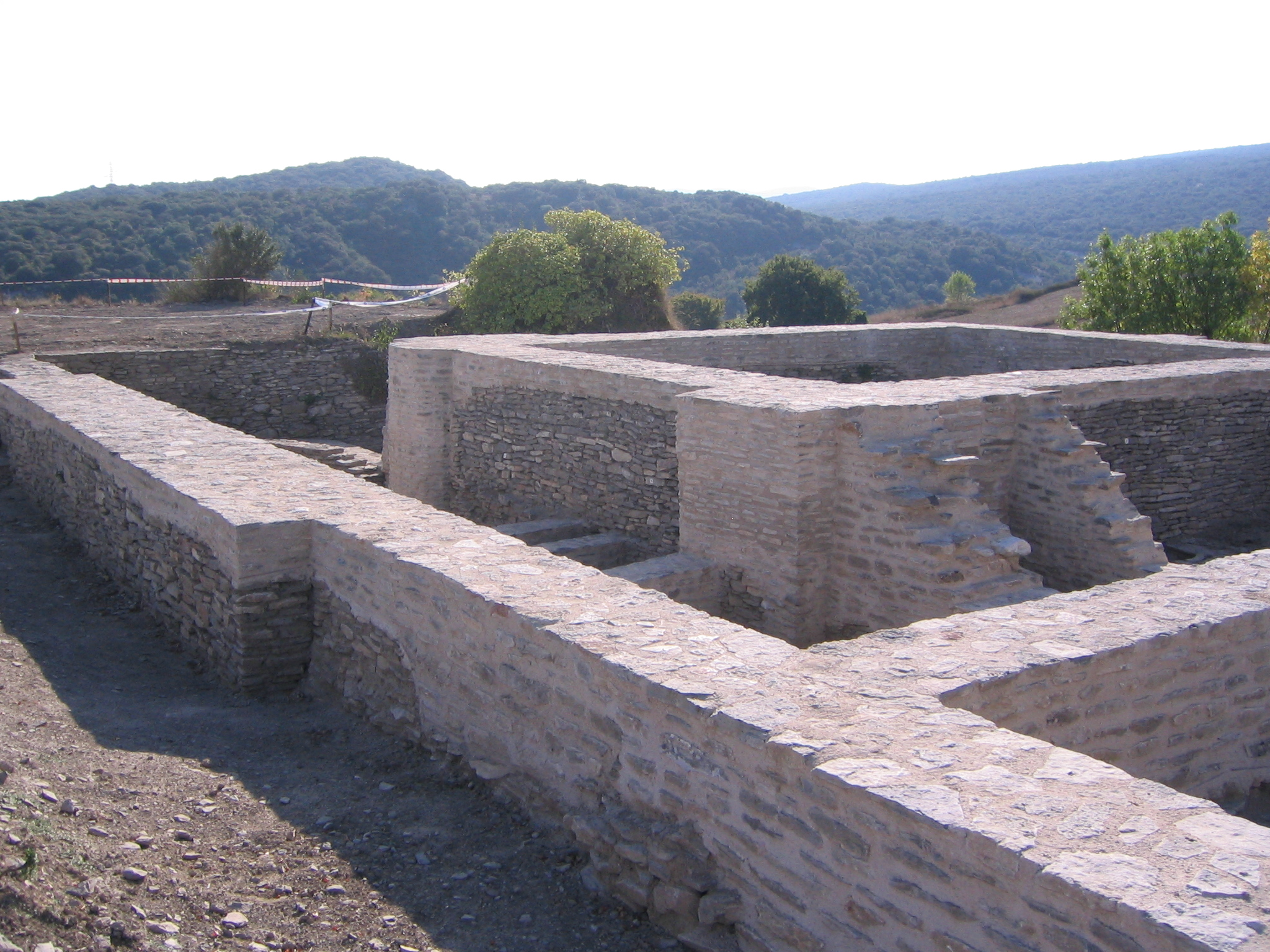
Ірунья-Велея